# لقاح السعال الديكي
لقاح السعال الديكي أو الشاهوق (بالإنجليزية: Pertussis vaccine)‏ هو لقاح مضاد لجرثومة البورديتيلة الشاهوقية المسببة لمرض السعال الديكي. وهناك نوعان رئيسيان: لقاحات الخلايا الكاملة، الذي يكون فعالاً بنسبة 78٪، واللقاحات اللاخلوية التي تكون فعالة بنسبة 71-85٪. ويبدو أن فعالية اللقاحات تنخفض بنسبة تتراوح بين 2 و10٪ سنويا بعد التطعيم مع انخفاض أسرع مع اللقاحات اللاخلوية. وقد يؤدي تطعيم الأم أثناء الحمل إلى حماية الطفل. ويقدر أن اللقاح أنقذ أكثر من 500,000 شخص في عام 2002.
وتوصي منظمة الصحة العالمية ومركز مكافحة الأمراض والوقاية منها بتلقيح جميع الأطفال للوقاية من السعال الديكي وإدراجه في اللقاحات الروتينية، ويشمل ذلك الأشخاص المصابين بفيروس نقص المناعة البشرية (الإيدز)، وعادة ما يوصى بتناول ثلاث جرعات تبدأ من عمر ستة أسابيع عند الأطفال الصغار، ويمكن إعطاء جرعات إضافية للأطفال الأكبر سنًا والبالغين. ويتوفر اللقاح فقط مدمج مع لقاحات الكزاز والخناق.
وتستخدم اللقاحات اللاخلوية بكثرة في العالم المتقدم نظرًا لقلة تأثيراتها ضائرة. ويحدث احمرار في موقع الحقن أو حمى في 10-50٪ من الأشخاص الذين يتلقون لقاحات الخلايا الكاملة، كما تحدث نوبة حموية وفترة طويلة من البكاء في أقل من 1٪ من الناس، وقد تحدث فترة وجيزة من التورم غير الخطير للذراع مع اللقاحات اللاخلوية. وتعد الآثار الجانبية لكلا النوعين من اللقاحات، ولكن على وجه الخصوص لقاح الخلايا الكاملة، أقل شيوعا لدى الأطفال الأصغر سنا. ويجب عدم استخدام اللقاحات كاملة الخلية بعد سبع سنوات من العمر. ولا ترتبط المشاكل العصبية الخطيرة على المدى الطويل بأي من النوعين.
وتم تطوير لقاح السعال الديكي في عام 1926. وهو على قائمة الأدوية الأساسية لمنظمة الصحة العالمية، وهي الأدوية الأكثر فعالية والأمان المطلوبة في النظام الصحي. وهناك إصدار يحتوي أيضًا على لقاح الكزاز والخناق وشلل الأطفال واللقاح المضاد لالتهاب المستدمية النزلية النوع ب وهو متوفر بالجملة في العالم النامي بتكلفة 15.41 دولارًا أمريكيًا للجرعة الواحدة اعتبارًا من عام 2014.

## الفعالية
يمنع لقاح السعال الديكي اللاخلوي مع ثلاثة مستضدات أو أكثر حوالي 85 ٪ من حالات السعال الديكي الكلاسيكي عند الأطفال، ولديه فعالية أعلى أو مشابهة للقاح السعال الديكي للخلايا الكاملة المستخدم سابقا، ولكن فعالية اللقاح اللاخلوي تتراجع بشكل أسرع، كما تسبب اللقاحات اللاخلوية آثار جانبية أقل من لقاحات الخلايا الكاملة.
وعلى الرغم من انتشار التطعيم، استمر السعال الديكي في الأشخاص المطعمين، وهو واحد من أكثر الأمراض التي يمكن الوقاية منها باللقاحات. وترجع عودة عدوى السعال الديكي مجددا إلى مزيج من المناعة المتلاشية والطفرات الجديدة في الممرض الذي لا تستطيع اللقاحات الموجودة السيطرة عليها بفعالية.
وقد اقترحت بعض الدراسات أنه في حين أن لقاحات السعال الديكي اللاخلوية فعالة في الوقاية من المرض، إلا أن تأثيرها محدود على العدوى وانتقال العدوى، مما يعني أن الأشخاص الذين تم تطعيمهم يمكن أن ينشروا المرض على الرغم من أنهم قد يعانون من أعراض خفيفة فقط أو مع عدم وجود أعراض على الإطلاق.

### الأطفال
بالنسبة للأطفال، يتم إعطاء التطعيمات عادةً مع التحصينات ضد الكزاز، والخناق، وشلل الأطفال، والمستدمية النزلية النوع ب عند شهرين، وأربعة، وستة، و15-18 شهرًا من العمر. وتعطى دفعة واحدة إضافية في وقت لاحق في سن أربع إلى ست سنوات من العمر (جدول الولايات المتحدة). وفي المملكة المتحدة، يتم إعطاء لقاح السعال الديكي عند 2 و3 و4 أشهر من العمر، مع إعطاء جرعة إضافية معززة قبل المدرسة في 3 سنوات و4 أشهر.

### البالغين
في عام 2006، أوصى مركز السيطرة على الأمراض البالغين بتلقي التطعيم ضد السعال الديكي جنبا إلى جنب مع جرعة معززة إضافية من لقاح الكزاز والخناق. وفي عام 2011، بدأوا في تعزيز الجرعات المعززة خلال كل حمل، كما يَنصح في المملكة المتحدة بتطعيم النساء الحوامل (بين 28 و 38 أسبوعا من الحمل).
وتقترن الجرعة الإضافية من لقاح السعال الديكي للبالغين بلقاح الكزاز ولقاح الخناق ("Tdap": الكزاز، الخناق، السعال الديكي)، وهو شبيه بلقاح الطفولة الذي يطلق عليه "DTaP" (الخناق، الكزاز، السعال الديكي اللاخلوي) مع الفارق الرئيسي أن نسخة البالغين تحتوي على كميات صغيرة من مكونات الخناق والسعال الديكي، ويشار إلى ذلك بالاسم باستخدام الحروف الإنجليزية الصغيرة للقاح الكبار (Tdap). ويشير الحرف "a" في كل لقاح إلى أن مكون السعال الديكي لاخلوي، أو خالٍ من الخلايا، مما يقلل من حدوث الآثار الجانبية، حيث يشكل مكون السعال الديكي في لقاح DPT الأصلي معظم الآثار الجانبية المحلية والجهازية الطفيفة في العديد من الرضع الذين تم تلقيحهم (مثل الحمى الخفيفة أو التقرح في موقع الحقن). وقد قلل اللقاح اللاخلوي الجديد المعروف باسم DTaP إلى حد كبير من حدوث التأثيرات الضائرة بالمقارنة مع لقاح السعال الديكي السابق «ذو الخلية الكاملة»، ولكن المناعة تتراجع أسرع بعد اللقاح اللاخلوي عن لقاح الخلايا الكاملة.

## الآثار الجانبية
يطور بين 10٪ - 50٪ من الأشخاص الذين يتلقون لقاحات الخلايا الكاملة احمرار أو تورم أو وجع أو ألم في موقع الحقن و/ أو الحمى، ويمر أقل من 1٪ بنوبات حموية أو فترات طويلة من البكاء، وقد تحدث نفس ردود الفعل بعد اللقاحات اللاخلوية، لكنها أقل شيوعًا، وهناك آثار جانبية مع كلا النوعين من اللقاحات، ولكن الآثار الجانبية على وجه الخصوص مع لقاح الخلايا الكاملة هي أكثر احتمالا كلما كبر الطفل. ويجب عدم استخدام اللقاحات كاملة الخلية بعد سبع سنوات من العمر. ووفقا لمنظمة الصحة العالمية، لا ترتبط المشاكل العصبية الخطيرة على المدى الطويل بأي من النوعين. وتقول منظمة الصحة العالمية أن موانع الاستعمال الوحيدة إما لقاح الخلايا الكاملة أو اللاخلوي هي رد الفعل التحسسي لجرعة سابقة من اللقاح المضاد للسعال الديكي، في حين أن المراكز الأمريكية لمكافحة الأمراض أدرجت وجود اعتلال دماغي لا يرجع إلى سبب آخر يمكن تحديده في غضون سبعة أيام بعد الجرعة السابقة من لقاح السعال الديكي كمانع للاستعمال، ويوصي أولئك الذين لديهم نوبات أو لديهم اضطراب عصبي معروف أو مشتبه به أو لديهم حدث عصبي بعد جرعة سابقة بعدم تلقي التطعيم حتى بعد بدء العلاج واستقرار الحالة.. ويستخدم فقط اللقاح اللاخلوي في الولايات المتحدة..

## التركيبات الحديثة
اعتبارا من عام 2018، أصبح هناك أربعة لقاحات DTaP/Tdap غير الخلوية مرخصة للاستخدام في الولايات المتحدة الأمريكية: إنفانريكس ودابتاسيل للأطفال، وبوستركس وأداسيل للمراهقين والبالغين.
| اللقاح    | المنتج            | مرخص لـ              | سم السعال الديكي المضعف (ميكروجرام) | هيماجلوتينين خيطي (ميكروجرام) | بيرتاكتين (ميكروجرام) | هدب (ميكروجرام) |
| --------- | ----------------- | -------------------- | ----------------------------------- | ----------------------------- | --------------------- | --------------- |
| إنفانريكس | غلاكسو سميث كلاين | 6 أسابيع إلى 7 سنوات | 25                                  | 25                            | 8                     | –               |
| بوستركس   | غلاكسو سميث كلاين | أكبر من 10 سنوات     | 8                                   | 8                             | 2.5                   | –               |
| دابتاسيل  | سانوفي باستور     | 6 أسابيع إلى 7 سنوات | 10                                  | 5                             | 3                     | 5               |
| أداسيل    | سانوفي باستور     | 11 إلى 64 سنوات      | 2.5                                 | 5                             | 3                     | 5               |

## تاريخ
يتم إعطاء لقاح السعال الديكي عادة كمكون من لقاحات الخناق والكزاز والسعال الديكي (DTP/DTwP، وDTaP، وTdap)، وهناك عدة أنواع من لقاحات الخناق والكزاز والسعال الديكي. وتم تطوير اللقاح الأول ضد السعال الديكي في الثلاثينات من قِبَل طبيبة الأطفال ليلى الدنمارك، وشمل خلية بكتيرية كاملة مقتولة من بورديتيلا شاهوقية. وحتى بداية التسعينات، تم استخدامه كجزء من لقاح DTwP لتحصين الأطفال، والذي احتوى على السم الداخلي للسعال الديكي (عديد السكاريد الشحمي) وأنتج آثارا جانبية.
وتم تطوير لقاحات جديدة للسعال الديكي اللاخلوي في الثمانينيات، والتي تضمنت فقط القليل من مستضدات السعال الديكي المختارة (السموم والمواد اللاصقة)، واللقاحات اللاخلوية أقل احتمالا لإحداث آثار جانبية، وأصبحت جزءا من لقاحات DTaP للأطفال. وفي عام 2005، تم ترخيص اثنين من منتجات اللقاحات الجديدة للاستخدام في المراهقين والبالغين يجمعان بين السم المضعف للكزاز والخناق مع لقاح السعال الديكي اللاخلوي. وتحتوي لقاحات (Tdap) على كميات منخفضة من مستضدات السعال الديكي مقارنة مع لقاحات DTaP.
ودرس بيرل كيندريك وغريس إلدرينغ السعال الديكي في ثلاثينيات القرن العشرين، وطورا وأدارا أول دراسة واسعة النطاق للحصول على لقاح ناجح ضد المرض.

### الجدل في السبعينات والثمانينات
خلال السبعينيات والثمانينيات، اندلع الجدل المتعلق بمسألة ما إذا كان مكون السعال الديكي كامل الخلية يسبب إصابة دائمة للدماغ في حالات نادرة فيما يسمى باعتلال الدماغ نتيجة لقاح السعال الديكي. وعلى الرغم من هذا الجدل، فقد أوصى الأطباء باللقاح بسبب فوائده الصحية العامة الهائلة، لأن المعدل المطالب به كان منخفضًا للغاية، وكان خطر الوفاة بسبب المرض مرتفعا (كان السعال الديكي يقتل الآلاف من الأمريكيين كل عام قبل إدخال اللقاح). لم تظهر أي دراسات وجود علاقة سببية بين اللقاح واعتلال الدماغ، وأظهرت الدراسات في وقت لاحق عدم وجود أي اتصال من أي نوع بين اللقاح الثلاثي وإصابة الدماغ الدائمة. وتم إثبات أن الأضرار الدماغية المزعومة التي يسببها اللقاح هي حالة لا علاقة لها باللقاح. وفي عام 1990، وصفت مجلة الجمعية الطبية الأمريكية الارتباط بأنه «أسطورة» و«هراء».
ومع ذلك، فإن الدعاية السلبية والتخويف تسبب في انخفاض معدل التحصين في العديد من البلدان، بما في ذلك المملكة المتحدة والسويد واليابان يُتبَع بزيادة كبيرة في حدوث السعال الديكي.
وفي الولايات المتحدة، دفعت هوامش الربح المنخفضة والزيادة في الدعاوى القضائية المتعلقة باللقاحات العديد من الشركات المصنعة إلى التوقف عن إنتاج اللقاح الثلاثي بحلول أوائل الثمانينات. وفي عام 1982، صور الفيلم الوثائقي التلفزيوني Vaccine Roulette حياة الأطفال الذين تم إلقاء سبب إعاقاتهم الخطيرة على اللقاح الثلاثي. وأدت الدعاية السلبية التي تلت ذلك إلى العديد من الدعاوى القضائية ضد الشركات المصنعة للقاح. وبحلول عام 1985، واجه مصنعو اللقاحات صعوبة في الحصول على تأمين المسؤولية. وارتفع سعر اللقاح الثلاثي بشكل كبير، مما دفع كبار مزودي الخدمات إلى الحد من الشراء، فأصبح غير متوافر، وظل مصنع واحد فقط في الولايات المتحدة بحلول نهاية عام 1985. وردا على ذلك، أصدر الكونغرس قانونا في عام 1986، لتعويض ضحايا الإصابة التي تسببها اللقاحات الموصى بها.
وأدت المخاوف من الآثار الجانبية إلى قيام شركة ساتو بإدخال لقاح لاخلوي أكثر أمانًا لليابان في عام 1981، تم اعتماده في الولايات المتحدة في عام 1992؛ لاستخدامه في لقاح DTaP المركب. ويحتوي اللقاح اللاخلوي على معدل للأعراض الضائرة شبيهًا بلقاح Td (لقاح الكزاز والخناق الذي لا يحتوي على لقاح السعال الديكي).

## روابط خارجية
- Tdap and Td vaccines, MedlinePlus, U.S. National Library of Medicine, 3 February 2014
- Pertussis Vaccine Information, Centers for Disease Control and Prevention (CDC) in Atlanta, GA